# Albrecht Kunne
Albrecht Kunne, né à Duderstadt en Bavière (1430-1520) est un imprimeur d'incunables.

## Biographie
Il est d'abord imprimeur à Trente dans le Tyrol autrichien en 1475 puis à Memmingen dans la Bavière à partir du début des années 1480. Plusieurs éditions de Kune ne portent ni mention de la date ni du lieu d'impression. Kune publie une soixantaine d'ouvrages à Memmingen, les premiers à être datés le sont de l'année 1482.

## Publications
- Confessio Generalis, Andrés Dias de Escobar, 1480